# 近藤龍夫
近藤 龍夫（こんどう たつお、1945年3月21日 - ）は、日本の実業家。北海道電力の社長、会長を経て、現在名誉顧問。第7代北海道経済連合会会長。元公益社団法人北海道観光振興機構会長。

## 人物
北海道生まれ。父親は鉱山技師。原子力工学者の近藤駿介は実兄。北海道札幌南高等学校、北海道大学工学部電気工学科卒業後、1969年北海道電力入社。泊発電所長、理事苫小牧支店長、取締役事業推進部長などを歴任し、2004年から取締役社長、2008年から取締役会長を務めた。
2008年北海道経済連合会会長に就任し、「食（農業）」と「観光」を北海道の成長戦略にすべきとの主張を積極的に発信してきた。特に、北海道における食の総合産業化を目指す「食クラスター活動」を提唱し、2011年に国から「北海道フード・コンプレックス国際戦略総合特区」を採択されるにあたり、中心的な役割を担った。
2012年、特区の活動の受け皿となる、一般社団法人北海道食産業総合振興機構（フード特区機構）を設立し、理事長に就任。2014年、公益社団法人北海道観光振興機構会長に就任し、北海道の観光振興に尽力した。

## 社会活動
- 北海道国際航空株式会社（現・株式会社AIRDO） 取締役（2001-2003）
- 財務省北海道財務局国有財産北海道地方審議会 委員（2005-2012）
- 六華同窓会（北海道札幌南高等学校同窓会） 会長（2007-2013）
- 株式会社テレビ北海道 取締役（2008-2012）
- 国立大学法人北海道大学経営協議会 委員（2008-2014）
- 北海道経済連合会 会長（2008-2014）
- 公益財団法人北海道科学技術総合振興センター（ノーステック財団） 理事長（2008-2014）
- 北海道空港株式会社 取締役（2008-2014）
- 在札幌ドイツ連邦共和国 名誉領事（2009-2013）
- 北海道旅客鉄道株式会社 取締役（2009-2014）
- 全日本空輸株式会社（現・ANAホールディングス株式会社）監査役（2009-2014）
- 北海道バレーボール協会 会長（2009-2017）
- 農林水産省「食」に関する将来ビジョン検討本部 有識者委員(2010-2012)
- 国土審議会北海道開発分科会 分科会長代理（2010-2014）
- 国土審議会北海道開発分科会 計画推進部会長（2012-2013）
- 一般社団法人北海道食産業総合振興機構（フード特区機構） 理事長（2012-2014）
- 公益社団法人北海道観光振興機構 会長（2014-2016）
- 北海道大学ほっかいどう同窓会 会長（2014-2016）